# Cuando ella era buena
Cuando ella era buena (When She Was Good) es la segunda novela del autor estadounidense Philip Roth. Publicada en 1967, narra la historia de Lucy Nelson, una joven moralista del Medio Oeste de Estados Unidos. A diferencia de las otras novelas de Roth, el personaje principal de Cuando ella era buena es una mujer y no se hace referencia al pueblo judío. Se ha relacionado el argumento con los litigios del autor para divorciarse de Margaret Martinson, una de sus esposas.
En España la publicó Debolsillo en 2006; fue traducida por Horacio y Margarita González Trejo y revisada por Lourdes González. 